# マクロスコピック自由論
『マクロスコピック自由論』（マクロスコピックじゆうろん）は、アンダーグラフの7枚目のスタジオ・アルバム。

## 収録曲
1. 歳月
2. 体温という言葉
3. parabola～更なる高みへ～
バレーボールチームPANTHERSチームソング
4. 一輪の花
5. 自由論
6. ナショナ・リズム
7. まだ見ぬ世界を映しながら
山形国際ムービーフェスティバルテーマソング
8. 見上げたら空より近くに
9. 翼 ‐road to 2020 Infiorata ver.-
東京インフィオラータテーマソング
10. 鼓動
11. 君が笑うため生きてる